# Tomáš Oravec (politik)
Tomáš Oravec (15. října 1907 – ???) byl slovenský a československý politik Komunistické strany Slovenska a poslanec Prozatímního Národního shromáždění a Slovenské národní rady.

## Biografie
V letech 1945–1946 byl poslancem Prozatímního Národního shromáždění za KSS. V parlamentu setrval do parlamentních voleb v roce 1946. V srpnu 1951 se stal poslancem Slovenské národní rady jako náhradník za poslance Michala Pivarčího.
V letech 1945–1953 se uvádí jako účastník plenárních zasedání Ústředního výboru KSS.